# Franz Joseph Valentin Dominik Maurer
Franz Joseph Valentin Dominik(us) Maurer (auch Franz Maurer oder Franz J.V.D. Maurer; * 14. Februar 1795 in Rottweil; † 13. Januar 1874 in Balingen) war ein deutscher Geistlicher, Alttestamentler und Hebraist.

## Leben
Maurer war Sohn des Drechslermeisters Johann Baptist Maurer. Er absolvierte 1809 das Gymnasium in Rottweil und studierte anschließend katholische Theologie an der Universität Tübingen. Er empfing 1820 die Priesterweihe in Rottenburg am Neckar, noch im selben Jahr wurde er Repetent am Tübinger Wilhelmsstift. 1821 konvertierte zum Protestantismus, 1825 wurde er zum Dr. phil. promoviert.
Maurer ging 1826 nach Leipzig. Dort wirkte er bis 1833 als Lehrer an der Thomasschule. Anschließend lebte er bis 1837 in Stuttgart und bis 1841 in Cannstatt. In dieser Zeit widmete er sich der schriftstellerischen Arbeit und dem weiteren Studium. 1841 wurde er zum Lic. theol. graduiert und schließlich 1858 an der Universität Jena zum D. theol. promoviert. Ab 1843 war er als evangelischer Geistlicher tätig. Er wirkte von 1843 bis 1847 in Obertürkheim, anschließend von 1848 bis 1856 in Hörvelsingen, bevor er bis 1863 in Marschalkenzimmern und bis 1867 in Ostdorf eine Pfarrstelle innehatte. 1867 trat er in den Ruhestand.
Maurer heiratete 1833 in Leipzig Johanna Karoline Tugendreich Mauckwitz. Diese Ehe blieb kinderlos. 1855 schloss er in Obertürkheim seine zweite Ehe mit Maria Christiane Minzenmay, aus der vier Kinder hervorgingen.

## Werke (Auswahl)
- Commentar über das Alte Testament. Commentar über das Buch Josua, Metzler, Stuttgart 1831.
- Practischer Cursus über die Formenlehre der hebräischen Sprache oder Analysirübungen zur methodischen Einführung des Scholars in die hebräische Formenlehre, Volckmar, Leipzig 1837.
- Commentarius grammaticus criticus in Vetus Testamentum in usum maxime Gymnasiorum et Academiarum, 3 Bände, Volckmar, Leipzig 1837–1844.
- Kurzgefaßtes hebräisches und chaldäisches Handwörterbuch über das alte Testament mit einem deutschen Index, Metzler, Stuttgart 1851.